# Chełchy (powiat ełcki)
Chełchy (niem. Kelchendorf, do 1938 Chelchen) – wieś w Polsce położona w województwie warmińsko-mazurskim, w powiecie ełckim, w gminie Ełk.
W latach 1954–1972 wieś należała i była siedzibą władz gromady Chełchy. W latach 1975–1998 miejscowość należała administracyjnie do województwa suwalskiego.
Miejscowość jest siedzibą parafii rzymskokatolickiej pw. św. Brata Alberta Chmielowskiego, należącej do dekanatu Ełk - Miłosierdzia Bożego, diecezji ełckiej.
19 października 2010 patronem szkoły podstawowej w Chełchach został Lech Kaczyński. Patronem gimnazjum wchodzącego wraz ze szkołą podstawową w skład Zespołu Szkół Samorządowych w Chełchach został ks. Jerzy Popiełuszko.
W miejscowości był przystanek kolejowy Chełchy (powiat ełcki).